# Tiflologia
A tiflologia é um campo interdisciplinar e uma disciplina científica dentro da defectologia,  que trata do estudo da legislação, do desenvolvimento e reabilitação de cegos e deficientes visuais. 

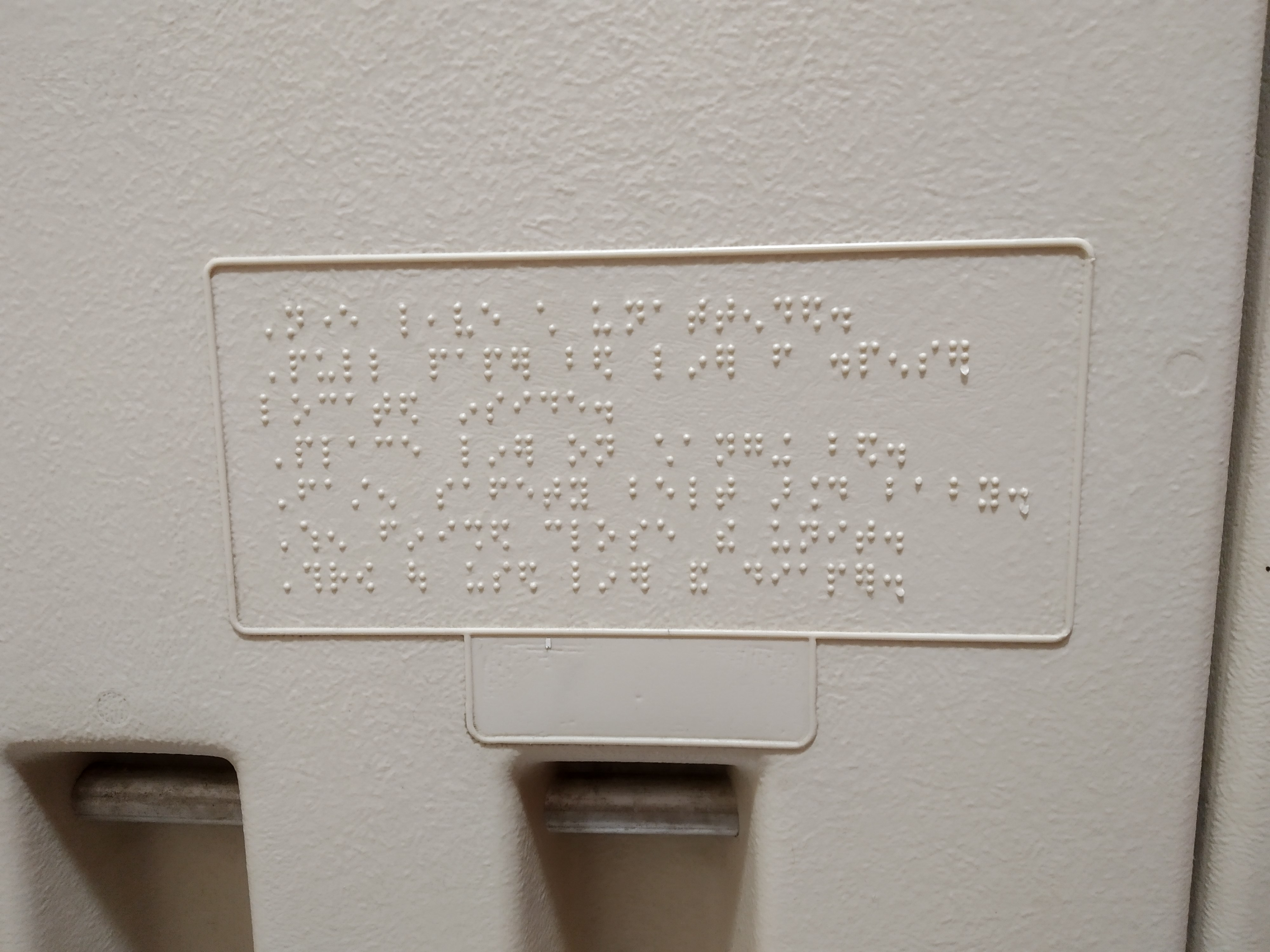
Instruções em Braille sobre uma mesa para trocar fraldas, em Santiago de Compostela, Galiza.

Embora originalmente voltado apenas para os totalmente cegos, seu compromisso se expandiu para incluir os deficientes visuais. Assim, a tipologia hoje lida com os problemas de todas as pessoas com deficiência visual, independentemente do seu grau de discapacidade.

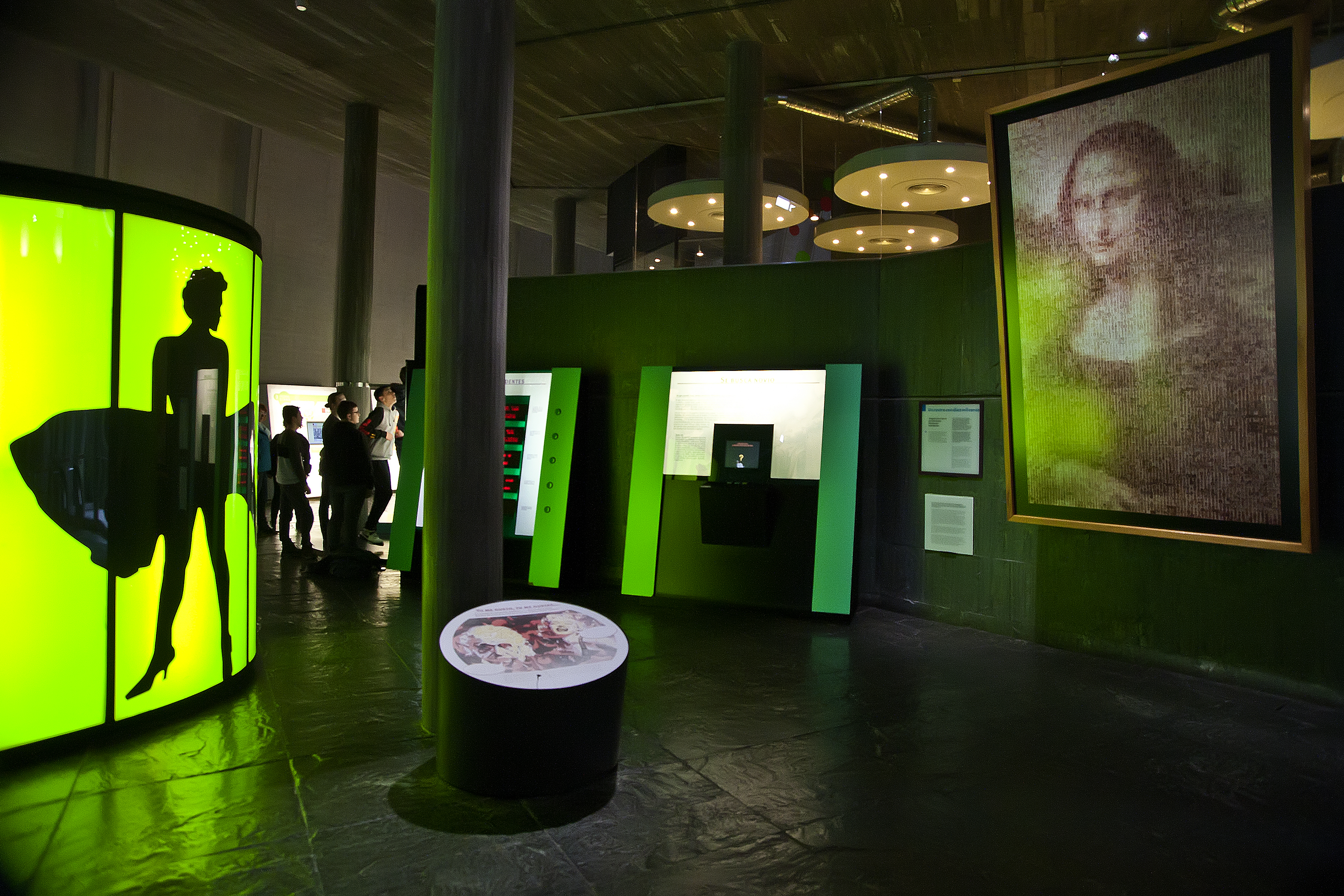
No Domus, um dos museus de ciências da Corunha, Galiza, vários módulos apresentam exposições táteis para o deleite de pessoas cegas ou com deficiência visual severa.

## Etimologia

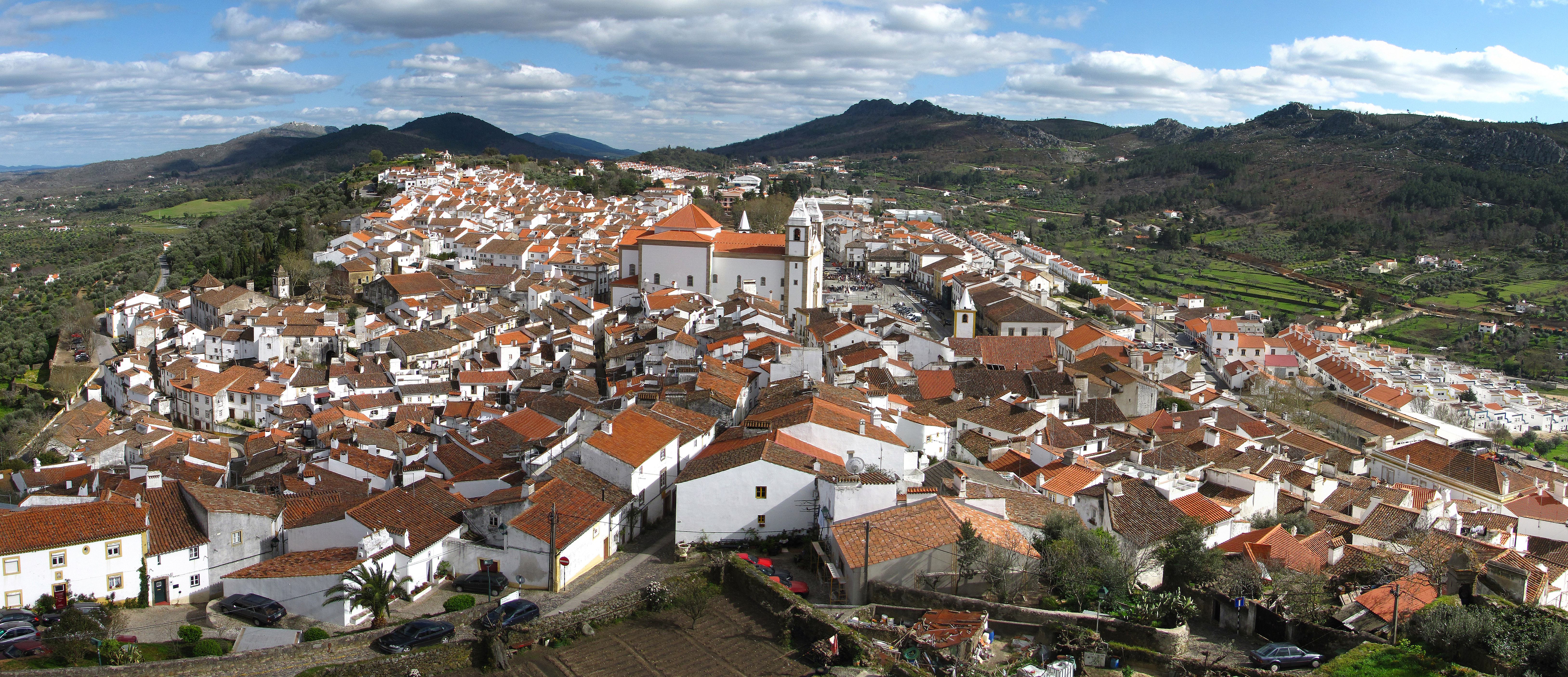
Na vila de Castelo de Vide, distrito de Portalegre, Alentejo, foi recuperado um edifício defensivo do século XVII (na fotografia, ao fundo) para albergar o Museu de Tipologia - Centro de Experência Viva.

A palavra "tiflologia" é derivada do grego antigo "τυφλός" (typhlós), que significa "cego", e "λόγος" (lógos), que se traduz como "estudo" ou "conhecimento". Portanto, tiflologia significa literalmente "estudo da cegueira".

## História
A história da tiflologia remonta a séculos, quando várias abordagens foram desenvolvidas para ajudar pessoas com deficiência visual. No entanto, foi a partir do século XX que houve um avanço significativo nos métodos e tecnologias utilizadas. Com o desenvolvimento de recursos como a escrita em braile e a criação de escolas para cegos, o acesso à educação e à informação tornou-se mais viável. Com o passar do tempo, novas técnicas e tecnologias surgiram, ampliando ainda mais as possibilidades de inclusão e independência das pessoas com deficiência visual.

## Desenvolvimento
A ciência tipológica moderna está em constante desenvolvimento e aprofundamento, através de muitas ciências tipológicas como a tipologia, a psicologia dos cegos e deficientes visuais, os métodos da tipologia educacional, os métodos da tipologia clínica, a orientação profissional dos deficientes visuais, o diagnóstico da tipologia e peripatologia.
Como parte da ciência defectológica, a tipologia inclui:
- Princípios gerais da reabilitação defectológica
- Procedimentos defectológicos específicos do ensino educacional
- Reabilitação de cegos e deficientes visuais.

Para superar com sucesso inúmeros problemas em seu trabalho, a tipologia está diretamente relacionada à pedagogia geral, didática, psicologia pedagógica e do desenvolvimento, bem como a algumas disciplinas médicas. Usando a teoria defectológica como ponto de partida, a tipologia vincula principalmente sua prática a:

Trabalhador da Blind Works Progress Administration (WPA) do Condado de Marion, Indianápolis, Indiana.

- Sociologia: Consideração do desenvolvimento de pessoas com transtornos biopsicossociais;
- Pedagogia para conectar com a teoria da parentalidade e educação de cegos e deficientes visuais e sua aplicação na prática
- Psicologia, Psiquiatria e Neurologia do cego e deficiente visual, que explica e investiga os processos que levam à deficiência visual
- Oftalmologia para investigar as causas que levam às deficiências visuais orgânicas e funcionais.

## Metas e objetivos
Os objetivos e tarefas da tiflologia podem ser classificados em dois grupos: problemas básicos e tarefas especiais.
| Problemas básicos de tipologia | Tarefas especiais de tipologia |
| --- | --- |
| - Explicação da tiflologia dos trastornos da função visual - Investigar as condições para o bom desenvolvimento das pessoas cegas e deficientes visuais visando sua integração, orientação profissional adequada e socialização. - Estudo das condições e formas de compensação, correção e reabilitação das funções visuais insuficientemente desenvolvidas. | - Elaboração de métodos de detecção precoce da deficiência visual de forma a incluir essas crianças em tempo hábil no processo de reabilitação; aplicação apropriada e descoberta de novos procedimentos diagnósticos - Sugerir formas de organização do tratamento de cegos e deficientes visuais de acordo com a etiologia etária da deficiência visual e as características individuais dessas pessoas. - Estudar e propor um sistema de orientação e formação profissional para ocupações existenciais. |

## Áreas de atuação
A tiflologia dedica-se ao estudo e desenvolvimento de técnicas, recursos e dispositivos para facilitar a inclusão e independência de pessoas com deficiência visual parcial ou total. Busca proporcionar igualdade de oportunidades de acesso à informação, educação, cultura e tecnologia para pessoas cegas ou com baixa visão. A tipologia abrange várias áreas de atuação, algumas das quais incluem:

### Educação inclusiva
A tiflologia desempenha um papel fundamental na promoção da educação inclusiva para pessoas cegas ou com baixa visão. Isso envolve a adaptação de materiais educacionais em formatos acessíveis, como livros em Braille, livros de áudio e recursos digitais. Além disso, são desenvolvidas técnicas e estratégias específicas para auxiliar no aprendizado e na participação de alunos com deficiência visual.

### Tecnologias assistivas
A tecnologia tem um impacto significativo na vida das pessoas com deficiência visual. A tiflologia busca desenvolver e aprimorar tecnologias assistivas, como leitores de tela ou ecrã, software de reconhecimento de fala, dispositivos de expansão de texto, entre outros. Essas tecnologias fornecem acesso à informação, comunicação e interação com o meio ambiente.

### Orientação e mobilidade
A orientação e a mobilidade são áreas essenciais para a autonomia e independência das pessoas com deficiência visual. A tiflologia oferece treinamento e técnicas para melhorar as habilidades de locomoção, como o uso de bengala branca, reconhecimento de sons e desenvolvimento de estratégias seguras de movimento.

### Acessibilidade cultural
Garantir o acesso à cultura é um dos princípios fundamentais da tiflologia. Para promover a inclusão cultural de pessoas com deficiência visual, são desenvolvidas estratégias e recursos que lhes permitem participar plenamente de atividades culturais. Algumas medidas incluem a audiodescrição de peças, filmes e exposições, a criação de maquetes táteis representativas de monumentos e obras de arte e a adaptação de livros e materiais didáticos em formatos acessíveis.